# Phlebiella globigera
Phlebiella globigera är en svampart som beskrevs av Hjortstam & Ryvarden 2005. Phlebiella globigera ingår i släktet Phlebiella, ordningen Polyporales, klassen Agaricomycetes, divisionen basidiesvampar och riket svampar.   Inga underarter finns listade i Catalogue of Life.